# Mio i Mao
Mio i Mao (ang. Mio Mao, 1970) – włoski serial animowany, który emitowany jest od 4 stycznia 2010 roku na kanale JimJam i Polsat JimJam. Został wyprodukowany przez Misseri Studios i Mad Mouse Movies. Muzykę tworzył Piero Barbetti.

## Opis fabuły
Serial opowiada o dwóch kotkach – Mio i Mao, którzy zwiedzają swój wielobarwny, plastelinowy świat i spotykają nowych mieszkańców krainy oraz przeżywają niezwykłe przygody.